# Hold On (Michael Bublé)
Hold on is een single van Michael Bublé.
Het nummer is afkomstig van het album Crazy Love uit 2009. De single is de opvolger van de single Let it snow!. Het nummer kwam niet in de Nederlandse of Vlaamse hitparade terecht. In Nederland bleef het in de Tipparade steken op een vijfde plaats. Het nummer was in 2010 en 2011 wel terug te vinden in de Radio 2 Top 2000.

## NPO Radio 2 Top 2000
| Nummer met noteringen in de NPO Radio 2 Top 2000 | '10  | '11  |
| ------------------------------------------------ | ---- | ---- |
| Hold On                                          | 1056 | 1805 |

1. ↑  Een vetgedrukt getal geeft de hoogste notering aan.
2. ↑  2010 was het eerste jaar met een notering voor dit nummer.
3. ↑  Deze tabel is bijgewerkt tot en met de laatste editie (2024).